# Lorde
Ella Marija Lani Yelich-O'Connor, coneguda pel nom artístic Lorde   (Takapuna i Auckland, 7 de novembre de 1996), és una cantautora neozelandesa.
Nascuda a Takapuna i criada a Devonport, Auckland, es va interessar en l'actuació des que era una nena. Durant la seva adolescència, va signar amb Universal Music Group i més tard es va unir al compositor i productor Joel Little, qui va co-escriure i produir la major part de les obres de Lorde. El seu primer gran llançament, The Love Club EP, es va llançar comercialment el març del 2013. EP va aconseguir el número dos a les llistes d'èxits musicals d'Austràlia i Nova Zelanda.
A mitjans del 2013, Lorde va llançar el seu primer senzill "Royals". Es va convertir en un èxit internacional i va fer Lorde la solista més jove a aconseguir un senzill nord-americà número u en el Billboard Hot 100 des del 1987. A finals del 2013, va llançar el seu primer àlbum anomenat Pure Heroine. El registre va encapçalar les llistes d'Austràlia i Nova Zelanda i va aconseguir el número tres en els EUA Billboard 200. Els senzills següents inclouen "Tennis Court", "Team", "No Better" i "Glory and Gore". Al 2014 Lorde va llançar "Yellow Flicker Beat" com a senzill de la banda sonora de Els Jocs de la Fam: Ocell de la revolta - Part 1.
La música de Lorde es compon dels subgèneres de l'electrònica, el pop i el rock, incloent dream pop i indie-electro. El 2013 va ser nomenada per Time com una de les adolescents més influents del món, i l'any següent, ja era a la llista de Forbes "30 Under 30".

## Vida i carrera

### 1996–2008: Primers anys de vida
De descendència croata i irlandesa, Ella Yelich-O'Connor va néixer a Takapuna el 7 de novembre del 1996. El seu pare era un enginyer civil anomenat Vic O'Connor i la seva mare era la poeta Sonja Yelich. Es va criar a un barri pròxim de Devonport amb dues germanes (Jerry i Índia Yelich-O'Connor) i un germà (Angelo Yelich-O'Connor)
Als cinc anys es va unir a un grup de teatre i va treballar per desenvolupar l'oratòria. Als seus anys de primària, Lorde va anar a l'Escola Vauxhall i, més tard, a l'Escola Intermèdia Belmont. La seva mare la va animar a llegir una sèrie de llibres, que Lorde va citar com una influència lírica, "Suposo que la meva mare va influir en el meu estil líric comprant-me llibres sempre. Ella em donava una barreja de llibres per nens i per adults, ja que no hi havia realment cap llibre que no pogués llegir. Recordo haver llegit Feed per M.T. Anderson quan tenia sis anys i ella seu donant-me Salinger i Carver quan era jove, i Janet Frame quan també era molt jove".
Lorde, quan era jove, va jugar a netball femení a l'escola Vauxhall juntament amb la seva companya de classe Eliza McCartney, que més tard es va convertir en una medallista de bronze olímpic en el salt de perxa.

### 2009–11: Començament de la carrera
El maig del 2009, Lorde i un músic amic seu, anomenat Louis McDonald, van guanyar el concurs de talents anual de l'Escola Intermèdia Belmont com a duo. El 13 d'agost del 2009, Lorde i McDonald van ser convidats per xerrar a les tardes de Jim Mora, a la ràdio de Nova Zelanda. Allà van cantar versions de Pixie Lott "Mama Do (Uh Oh, Uh Oh)" i Kings of Leon de "Use Somebody". El pare de McDonald, anomenat Ian, va enviar un registre d'àudio d'ella i de Louis McDonald cantant la cançó de Duffy "Warwick Avenue ", i un registre de vídeo de Lorde i Louis McDonald cantant Pixie Lott de" Mama Do", a A&R Scott MacLachlan de “Universal Music Group” (UMG). El 2009, MacLachlan la va contractar per UMG per al desenvolupament. Lorde també va formar part de la banda de l'Escola Intermèdia Belmont anomenada “Extreme”; la banda assolí el tercer lloc a la Batalla de bandes finals “North Shore” al Centre Mason Bruce, Takapuna, Auckland, el 18 de novembre del 2009.
El 2010, Lorde i McDonald van realitzar “covers” en directe de forma regular com un duet anomenat "Ella & Louis", actuant a “The Leigh Sawmill Cafe”, el 15 d'agost, a “Roasted Addiqtion Cafe in Kingsland” el 20 d'agost, a “The Vic Unplugged” al Teatre Victòria, a Devonport el 27 d'octubre, i al Devonstock, a Devonport, el 12 de desembre. Mentre treballava en la seva carrera musical, ella va assistir a l'Escola de Gramàtica Takapuna des del 2010 fins al 2013, completant el seu dotzè any. Més tard va decidir no tornar a l'escola el 2014, quan tan sols tenia tretze anys.
El 2011, UMG va contractar l'entrenador vocal Frances Dickinson per donar-li classes de cant dues vegades a la setmana durant un any. Durant aquest temps, ella va començar a escriure cançons i va aprendre d'una sèrie de compositors, tot i que no va tenir èxit. A l'edat de catorze anys, Lorde va començar a llegir contes i va aprendre com compondre cançons. Ella va realitzar les seves pròpies cançons originals públicament per primera vegada a “The Vic Unplugged II”, a l'escenari principal del Teatre Victòria, a Devonport, el 16 de novembre del 2011. El desembre del 2011, MacLachlan va ajuntar Lorde amb Joel Little, compositor, productor discogràfic i l'ex vocalista de “Goodnight Nurse”. La parella va gravar cinc cançons per a un EP a “Little Golden Age Studios” a Morningside, Auckland i va acabar després de tres setmanes.

### 2012–15:Pure Heroinei la banda sonora deEls Jocs de la Fam
El novembre del 2012, Lorde va autoeditar el seu registre, titulat “The Love Club EP”, a través del seu compte de “SoundCloud” perquè la gent el pogués baixar gratuïtament. Després de ser descarregat gratuïtament 60.000 vegades, UMG va decidir llançar comercialment l'EP per a les vendes del març del 2013. L'EP va aconseguir el número dos a les llistes d'èxits musicals de Nova Zelanda i Austràlia. El juny del mateix any, "Royals" va ser llançat com single de l'EP. El senzill va tenir molt d'èxit, estant al número u en el Billboard Hot 100 dels EUA durant nou setmanes consecutives. En conseqüència, Lorde es va convertir en l'artista solista més jove en aconseguir un senzill número u als EUA amb "Royals", des de la canó de Tiffany anomenada “I Think We're Alone Now” (1987). Finalment, la cançó va guanyar “2013 APRA Silver Scroll Award”, i dos premis Grammy per la millor interpretació pop com a solista i per a la millor cançó de l'any als Premis Grammy del 2014.
El setembre del 2013, Lorde va llançar el seu primer àlbum, Pure Heroine. L'àlbum va encapçalar les llistes de Nova Zelanda i Austràlia i va arribar a les cinc millors posicions de diverses llistes nacionals com Canadà, Irlanda, Noruega i el Regne Unit. Als EUA, Pure Heroine va aconseguir el número tres en el “Billboard 200” i ja havia venut 1,33 milions de còpies el 2014. A nivell mundial s'havia venut 1,5 milions de còpies de Pure Heroine a finals del 2013. L'àlbum va ser nominat per al Premi Grammy pel millor àlbum de pop vocal.
L'estrena de Pure Heroine va ser precedida per quatre singles: "Tennis Court", que s'estrenà el juny del 2013, arribant a ser la millor de la llista de singles de Nova Zelanda; el tercer single, anomenat "Team", va esdevenir un èxit que arribà a estar al top 10 de tot el món; i "No Better", una cançó només inclosa a la versió ampliada de Pure Heroine, i "Glory and Gore" van ser estrenades com els dos singles finals del registre, respectivament. El setembre del 2013, la versió del cover de Lorde del single “Tears for Fears”, "Everybody Wants to Rule the World", produïda per Michael A. Levine i Lucas Cantor es va incloure a la banda sonora de la pel·lícula Els Jocs de la Fam : En Flames.
El novembre del 2013, Lorde va signar un contracte de publicitat amb “Songs Music Publishing”, de 2,5 milions de dòlars, després d'una guerra d'ofertes entre diverses companyies, incloent “Sony Music Entertainment” i la seva etiqueta de UMG. L'acord atorga a l'editorial el dret de llicenciar la música de Lorde per al cinema i la publicitat. A finals del 2013 va començar una relació amb el fotògraf James Lowe.
El desembre del 2013, Lorde va anunciar que havia començat a escriure material per al seu segon àlbum. El juny del 2014, Lorde va dir que el seu segon àlbum estava en les seves primeres etapes i que, fins ara, era "totalment diferent" de l'anterior àlbum. A la primera meitat del 2014, Lorde va encapçalar diversos festivals, incloent el Festival Laneway a Sydney, Austràlia, les tres edicions Sud-americanes de Lollapalooza-Xile, Santiago; Buenos Aires, Argentina; i São Paulo, Brasil i al festival de Coachella a Califòrnia.
Per promoure el The Love Club EP i Pure Heroine, Lorde es va embarcar en una gira internacional, la primera etapa de la qual es va dur a terme a Amèrica del Nord a principis del 2014. Més tard va anunciar la parada a Austràlia, que es va celebrar el juliol, i la tornada es dugué a terme a Amèrica del Nord, celebrada a l'agost. A l'abril del mateix any, Lorde va interpretar "All Apologies" amb els membres supervivents de Nirvana durant la cerimònia d'inducció de la banda al “Rock N 'Roll Hall of Fame”.
L'1 d'agost del 2014, Lorde va actuar de nou a Lollapalooza al Grant Park, Chicago. El repertori de Lorde va ser acceptat per la crítica, amb la selecció de Billboard com la cinquena millor actuació del festival, mentre Rolling Stone la va considerar la millor de l'esdeveniment de Chicago.
El 29 de setembre del 2014, Lorde estrenà "Yellow Flicker Beat" com el primer senzill de la banda sonora de la pel·lícula Els Jocs de la Fam: Ocell de la revolta - Part 1; Lorde va supervisar la compilació del contingut de l'àlbum, a més de contribuir cantant en diverses cançons. Pel seu divuitè aniversari el novembre del 2014, es va estimar que Lorde tenia un patrimoni de 11 milions de dòlars neozelandesos. Aquell mateix any, Lorde va presentar Magnets, una cançó en el segon àlbum de Disclosure anomenat "Caracal", estrenat el setembre del 2015.

### 2016–2018:Melodrama
En els Brit Awards 2016, Lorde va fer una interpretació de "Life on Mars" en homenatge al difunt cantant anglès David Bowie. Segons Billboard, Lorde va dir que estaria escrivint nou material el desembre del 2013. Mentre responia a un fan en el seu compte d'Instagram a l'agost del 2016, va dir que el disc estava escrit i que en aquells moments estaven en les etapes de producció. El novembre va publicar en el seu compte de Facebook el següent: “Escriure Pure Heroine va ser la meva manera de consagrar la nostra glòria adolescent, posant-lo en llums per sempre, així que part de mi mai mor, i aquest disc - bé, aquest tracta sobre el que ve a continuació... La festa està a punt de començar. Estic llesta per mostrar el nou món”.
El 16 de febrer del 2017, el seu segell discogràfic, Republic Records, va publicar una data de 3/7 amb “Títol Confidencial” que va revelar el seu segon disc molt esperat, que més tard va ser aprovat pel segell discogràfic. El 26 de febrer, Lorde va fer un avanç de la seva nova música a Nova Zelanda en un anunci amb les dates 3/2/17 i 3/3/17, referint-se a Nova York i Nova Zelanda respectivament. Dos dies abans de l'estrena, es va revelar que el primer single del seu segon àlbum seria “Green Light”. El 2 de març va revelar el títol del seu segon àlbum, Melodrama, que s'estrenarà el 16 de juny del 2017. Lorde estrenà una nova cançó de l'àlbum, titulada “Liability”, el 9 de març del 2017. Lorde va cantar “Green Light” i “Liability” en públic per primera vegada com a convidada musical l'11 de març del 2017, en un episodi de Saturday Night Live. Va revelar les 11 cançons de l'àlbum al maig. El segon single, “Perfect Places”, s'estrenà el 2 de juny de 2017. El 8 de juny de 2017 es va anunciar el “Melodrama World Tour”, començant a Manchester el 26 de setembre de 2017, amb Khalid com a suport per a la secció europea de la gira. El senzill promocional final, “Sober”, es va estrenar el 9 de juny de 2017 i l'àlbum Melodrama, el 16 de juny de 2017. Dos mesos després, un remix de “Homemade Dynamite”, amb veus de Khalid, Post Malone i SZA s'estrenà en el tercer senzill de l'àlbum. Va rebre una nominació per a l'Àlbum de l'any a la cerimònia dels Premis Grammy del 2018.

### 2019-2023:Solar Power
Lorde va revelar el 20 de maig de 2020 que havia començat a treballar en el seu tercer àlbum d’estudi amb Jack Antonoff després de la mort del seu gos Pearl. Al novembre de 2020, va anunciar la publicació de Going South, un llibre que documentava la seva visita a l’Antàrtida el gener de 2019 amb fotografies preses per la fotògrafa Harriet Were.
El 25 de maig de 2021, es va anunciar que Lorde seria una de les caps de cartell del festival Primavera Sound del juny de 2022, la seva primera actuació en directe en més de dos anys. El 7 de juny, Lorde va publicar una imatge al seu lloc web amb el títol Solar Power, acompanyada del missatge: "Arriba el 2021... La paciència és una virtut." Solar Power es va publicar el 10 de juny com a senzill principal del seu tercer àlbum d’estudi amb el mateix títol, que es va llançar el 20 d’agost i va rebre crítiques diverses. Més endavant, Lorde va descriure la resposta al disc com a "realment desconcertant" i "dolorosa". Stoned at the Nail Salon i Mood Ring es van publicar com a segon i tercer senzill els dies 21 de juliol i 17 d’agost, respectivament.
El 9 de setembre de 2021, Lorde va publicar Te Ao Mārama com a complement de Solar Power. L’EP està cantat íntegrament en maori i va ser traduït per Hana Mereraiha. Altres traductors van ser Sir Tīmoti Kāretu i Hēmi Kelly. El projecte va ser liderat per Dame Hinewehi Mohi. Tots els ingressos de l’àlbum es destinen a dues entitats benèfiques de Nova Zelanda: Forest & Bird i Te Hua Kawariki. A l’agost de 2023, Lorde va estrenar les cançons Silver Moon i Invisible Ink durant el seu concert al Boardmasters Festival a Cornualla, Anglaterra.

### 2024–actualitat:Virgin
A principis de 2024, Lorde va començar a insinuar la sortida del seu quart àlbum d’estudi mitjançant una sèrie de publicacions críptiques a Instagram. Diverses publicacions incloïen el productor musical anglès Dev Hynes. Al març de 2024, Lorde va fer una versió de Take Me to the River de Talking Heads com a tercer senzill del projecte Everyone’s Getting Involved: A Tribute to Talking Heads’ Stop Making Sense, produït per A24 Music. Al juny de 2024, Lorde va col·laborar amb Charli XCX en una remescla de la cançó Girl, So Confusing.
Al setembre de 2024, Jennifer Knoepfle, vicepresidenta executiva i codirectora d’A&R als EUA d’Universal Music Publishing, va declarar que "havien signat amb Lorde a principis d’any" i que la remezcla de Girl, So Confusing era la seva primera publicació com a compositora amb UMPG.
A l’abril de 2025, Lorde va esborrar tot el seu contingut d’Instagram i va penjar un fragment de nova música a TikTok, que es va identificar amb les sigles WWT, abreviació de What Was That. El 22 d’abril, Lorde va interpretar la cançó sencera davant d’un públic a Washington Square Park, Nova York, després que un esdeveniment previst fos interromput per la policia de Nova York. El 24 d’abril es va llançar What Was That amb el seu videoclip; la cançó té un estil synth-pop reminiscent de Melodrama (2017). El 30 d’abril, Lorde va anunciar que el seu quart àlbum d’estudi, Virgin, es publicaria el 27 de juny de 2025. El 8 de maig va revelar que presentaria l’àlbum amb la gira Ultrasound World Tour, que començarà al setembre de 2025. El segon senzill de l’àlbum, Man of the Year, i el seu videoclip es van publicar el 29 de maig. El 18 de juny, Lorde va anunciar a través de les xarxes socials que el tercer senzill de Virgin seria Hammer. El 20 de juny de 2025, Hammer es va publicar amb el seu corresponent videoclip.

## Art

### Influències
Lorde va créixer escoltant el músic nord-americà de jazz Billie Holiday i els músics soul Sam Cooke, Etta James i Otis Redding, la música dels quals és admirada per Lorde per "la collita del seu sofriment". A més a més escoltava els discos preferits dels seus pares pels gustos de Cat Stevens, Neil Young i Fleetwood Mac en els seus primers anys. Entre aquests registres, Lorde considerava “Rumours”, de Fleetwood Mac, com "un registre perfecte". Ella cita les veus inusuals de Grimes, la banda “Sleigh Bells” i el productor “SBTRKT” com les seves influències prominents. A més, Lorde anomena Thom Yorke com una influència per la seva forma "intel·ligent" d'utilitzar la seva veu, així com Nicki Minaj i Kendrick Lamar pel seu to “d'atrevida". Altres inspiracions per Lorde inclouen Lana Del Rey, Grace Jones, James Blake, Yeasayer, “Animal Collective”, Bon Iver, Radiohead, Jamie Woon, Arcade Fire, Kurt Vonnegut, Laurie Anderson, Kanye West i “Prince”.
Ella cita el raper J. Cole i els productors electrònics com influències, dient que ella estava impressionat per “les seves veus d'una manera molt interessant, ja que podria estar tallant una part vocal o carregant-se capes vocals”. Katy Perry, Justin Timberlake, Bruno Mars i Sara Bareilles també han influenciat Lorde vocalment. Lorde també afirma que es va inspirar en les identitats inicialment ocultes de “Burial” i “The Weeknd”, explica, ”sento que el misteri és més interessant”. Ella constata la seva mare, una poetessa, com la influència principal per la seva habilitat de compondre cançons. A més, Lorde nomena diversos autors com Raymond Carver, “Wells Tower”, Tobias Wolff, Clara Vaye Watkins, Sylvia Plath, Walt Whitman i “T.S. Eliot” com a inspiracions líriques –particularment assenyalant la seva sintaxi.
Mentre escrivia el seu segon àlbum, Melodrama, Lorde es va inspirar en els estils melòdics d'una gran varietat de músics, entre ells Phil Collins, Don Henley, Tom Petty, Joni Mitchell, Leonard Cohen i Robyn. Ella cita l'emocionant veu de Kate Bush i Sinéad O'Connor, així com l'ús que Laurie Anderson feia del sintatizador de veu com una inspiració per a la seva pròpia entrega vocal a l'àlbum. Durant el procés d'enregistrament, Lorde va declarar que l'àlbum de Frank Ocean de 2016, Blonde, la va inspirar a experimentar amb l'ús d'un "anti-cor". Amb freqüència va escoltar l'àlbum de Paul Simon de 1986, Graceland, i Anti, l'àlbum de Rihanna del 2016, mentre anava en metro a Nova York i en taxi cap a casa des de festes a la seva ciutat natal d'Auckland. Lorde cita el conte curt de ciència-ficció "There Will Come Soft Rains" de Ray Bradbury com a inspiració per gran part de la història de l'enregistrament, relacionant-lo amb les seves pròpies realitats a les quals ella s'enfrontà.

### Estil de música
Els crítics musicals opinen que la música de Lorde s'extreu dels subgèneres de l'electrònica, el pop, el rock: específicament l'art pop, el dream pop, l'indie pop, l'electropop i l'indie-electro. Diversos crítics també noten les influències de hip hop i “R&B” en les estrenes de Lorde. En una revisió de “Consequence of Sound”, Jon Hadusek detalla que la producció mínima en la música de Lorde “li permet permet cantar qualsevol melodia que ella vol, estenent capes unes sobre les altres per crear un efecte de cor”. Jason Lipshutz, de Billboard, comparteix que les seves cançons es caracteritzen pel ressò de greus profunds, bucles cadenciosos i ritmes programats. Paul Lester, de “The Guardian”, compara la música de Lorde amb la de “Sky Ferreira”, Lana Del Rey, Grimes i Eliza Doolittle.
Lorde és una contralt; no obstant això, a "Royals" canta amb un registre vocal de mezzosoprano. Lorde escriu la seva música vocal i no toca instruments musicals a les seves cançons o als escenaris. Ella afirma que el seu objectiu principal és la seva veu, elaborant, “Jo no toco cap instrument, així que la meva veu ha de ser la protagonista. El meu registre vocal és molt important”. Evan Sawdey, de “PopMatters”, descriu la veu de Lorde com a “única i poderosament intrigant”. Jason Lipshutz, de Billboard, alaba la seva veu per ser “dinàmica, brillant i mesurada”. Lester caracteritza la veu de Lorde com" dolça, sensual i amarga”, mentre que James Lachno de “The Daily Telegraph” la caracteritza com una “sacsejada electro”. En un article per a “The AV Club”, Kevin McFarland escriu que “la veu de Lorde és l'alfa i l'omega del seu talent. Ella té una presència i una veu tan desenvolupades com cantants que la doblen en edat. La seva veu no és estrident ni aclaparadora, sinó que més aviat és desconcertant i fascinant, dues característiques que floten per si soles en un mar de reverberació i tocs digitals i que estan inundades d'un exèrcit de sons agregats amb els seus cors.

### Composició i lletres
Parlant de la seva col·laboració amb Joel Little, Lorde comparteix que “Little” perfecciona el seu “dur potencial per acabar amb les cançons”, un dels millors aspectes d'ell. Ella també veu “Little” com “l'únic que estava treballant amb la música electrònica de la manera que ella estava interessada”. Lorde explica que les seves cançons són modelades per les seves lletres, les quals ella sentia com “una forma més coherent de treballar”. Ella va dir: “Jo tendeixo a començar amb les lletres – de vegades la llavor d'una cançó serà només una paraula que vaig pensar que era extraordinària, que resumeix una idea particular que havia estat tractant de trobar”. No obstant això, ella aclareix que el procés de composició de “Tennis Court” va ser diferent de la forma en què normalment escriu una cançó : les lletres es basen en la música instantània i en el ritme.
El contingut de les lletres de les seves dos estrenes importants, The Love Club EP i Pure Heroine, critica el corrent principal de la cultura popular. Lindsay Zoladz, de “Pitchfork Media”, va notar que Lorde va expressar la seva indiferència cap a la cultura d'avui dia, explicant que “Lorde s'ha introduït en el món com algú que no importa gaire”. De part de la revista “Rolling Stone”, el crític Jonah Weiner també ha detectat els temes típics de la música pop adolescent, entre ells “l'ansietat social, l'anhel romàntic, el tedi debilitant i la diversió”. Jim Pickney, de “New Zealand Listener”, escriu que les lletres de Lorde estan estructurades com a forma de contes i elogia que la seva habilitat per compondre cançons “combina inequívocament la confusió adolescent, la curiositat i la confiança amb la seva habilitat per les paraules que va més enllà dels seus anys”.

## Imatge pública
Lorde va triar el seu nom artístic perquè estava fascinat amb “els membres de la reialesa i l'aristocràcia”. No obstant això, ella trobava que el nom de “Lord” era massa masculí, així que va afegir una “e” per fer-lo més femení. Ella va descriure la seva imatge pública com “natural”. La seva música es caracteritza per la forma en la qual la seva visió de la cultura pop es contrasta amb la dels seus contemporanis, com Miley Cyrus i Rihanna. Lorde és una feminista autoproclamada.
En una entrevista amb la revista “Q”, el novembre de 2013, Lorde va expressar la seva frustració cap a “certes coses sobre la música”: “Hi ha un munt de tàctiques indecents avui dia. La gent està intentant de superar-se els uns als altres, el que probablement culminarà en dues persones follant a l'escenari dels Grammy”. A més a més, després de l'estrena de “Pure Heroine”, ella es va descriure a si mateixa com una persona de “sexualment oberta”, explicant:
A la gent els agrada pintar-me d'una manera
determinada, però sóc una persona sexualment oberta i no tinc res en contra de qualssevol que es despullen. Personalment, no crec que això complementaria la meva música de qualsevol forma o que m’ajudaria a explicar una història millor. No és com si tingués un problema amb ballar
envoltada de persones amb roba interior — crec que es pot fer servir aquestes coses d'una manera molt poderosa. Simplement no trobo que sigui necessari per a mi.
El novembre de 2013, Lorde va ser inclosa a la llista de “Time” com una de les adolescents més influents del món, amb Mark Metcalfe des de la publicació comentant que ella estava “forjant el seu propi camí”. El gener de 2014, la revista Forbes va col·locar Lorde a la seva llista de “30 Under 30” dels joves “que estan canviant el nostre món”. A més a més, va ser la persona més jove a aparèixer a la llista. A l'octubre d'aquest any, Lorde fou inclosa a la llista feta per la revista“Time”, anomenada “Els 25 adolescents més influents del 2014”. Presentant Lorde a la portada del 6 de setembre del 2013, la revista “Billboard” va nomenar Lorde “la seva nova heroïna de rock alt”. Britney Spears és una admiradora de Lorde, comentant que la seva música és “realment diferent i genial”.
El juny del 2014, Lorde va estrenar una de dues peces de la col·lecció de maquillatge d'edició limitada en col·laboració amb “MAC Cosmetics”, que consisteix en una barra de llavis titulada després del seu primer àlbum, Pure Heroine, i un llapis d'ulls. Ella va filmar un vídeo per la Comissió Electoral per fomentar la participació electoral dels joves a les eleccions generals de 2014 de Nova Zelanda, tot i ser molt jove per votar al moment. El 13 de maig de 2015, una figura de cera de Lorde va ser introduïda a la “Madame Tussauds Hollywood”. Lorde ha criticat altres artistes i la seva música com Justin Bieber, Selena Gomez, Taylor Swift, Drake, Nicki Minaj, Miley Cyrus, i David Guetta.

## Controvèrsia
El desembre de 2017 Lorde va cancel·lar el seu concert programat a Israel el juny després d'una campanya en línia d'activistes solidaris palestins que donaven suport a la campanya Boicot, Desinversions i Sancions. Aquesta campanya en línia va incloure una carta oberta publicada a la revista en línia The Spinoff, tant per l'activista jueva neozelandesa Justine Sachs com per l'activista palestina de Nova Zelanda, Nadia Abu-Shanab, per instar a Lorde a cancel·lar la seva gira per Israel, citant els presumptes abusos d'Israel contra els drets humans dels palestins. Lorde també va emetre un comunicat a Twitter donant les gràcies als seus fans per educar-la sobre Israel-Palestina.
La cancel·lació de la seva gira israeliana per part de Lorde va ser rebuda per activistes i partidaris palestins, incloent la Campanya Palestina per al Boicot Acadèmic i Cultural d'Israel i el grup de pau jueva de Nova Zelanda, Dayenu; de la qual Sachs era un membre fundador. Per contra, les accions de Lorde van ser criticades per grups i partidaris pro-israelians com Shalom.Kiwi i l'actriu Roseanne Barr. El ministre d'Educació i Cultura israelià, Miri Regev, i l'ambaixador israelià a Nova Zelanda, Itzhak Gerbeg, també van fer declaracions per instar a Lorde a reconsiderar la seva cancel·lació; aquest últim convidà Lorde a conèixer-lo. El rabí nord-americà Shmuley Boteach va pagar un anunci de pàgina completa al The Washington Post, amb el títol "Lorde i Nova Zelanda ignoren Síria per atacar Israel", i la van anomenar una "fanàtica", assenyalant que la seva gira passaria per Rússia malgrat el suport de Putin al règim sirià.
En resposta a l'anunci de Boteach, centenars d'actors, escriptors, directors i músics, inclosos Roger Waters, John Cusack, Angela Davis, Mark Ruffalo i Viggo Mortensen van emetre una carta conjunta a The Guardian que defensava la posició de Lorde.

## Premis i nominacions
Després del seu descobriment, Lorde va guanyar quatre “New Zealand Music Awards” a la cerimònia de 2013. A més a més, "Royals" va guanyar “New Zealand APRA Scroll Silver Awards” aquell any. Als  premis Grammy de 2014, Lorde va rebre dos premis Grammy pel seu single "Royals" en les categories de la Millor actuació d'artista solista pop i Cançó de l'any. En l'edició de 2018, va rebre una nominació a "Àlbum de l'any" per Melodrama. També ha aconseguit dos premis de música Billboard, un “MTV Video Music Awards” i tres “World Music Awards”.

## Discografia
- Pure Heroine (2013)
- Melodrama (2017)
- Solar Power (2021)
- Virgin (2025)

## Gires
- Pure Heroine Tour (2013–2014)
- Melodrama World Tour (2017–2018)
- Solar Power Tour (2022–2023)
- Ultrasound World Tour (2025– )